# 川崎市立宮崎中学校
川崎市立宮崎中学校（かわさきしりつ みやざきちゅうがっこう）は、神奈川県川崎市宮前区宮崎にある公立中学校。

## 沿革
- 1947年（昭和22年）5月5日 - 創立。
- 1948年（昭和23年）2月7日 - 図書館設置。
- 1958年（昭和33年）10月13日 - 校舎内部改装竣工。
- 1959年（昭和34年）7月21日 - 講堂（旧陸軍62部隊将校集会所）を川崎市に返還。青少年の家に転用。
- 1960年（昭和35年）10月15日 - 制服制定。
- 1961年（昭和36年）1月18日 - 校歌制定、新校舎（旧）落成。
- 1969年（昭和44年）3月1日 - 体育館・普通教室増築落成。
- 1970年（昭和45年）12月 - 美術・被服・音楽室増築落成。
- 1971年（昭和46年）12月22日 - 鉄筋コンクリート3階建校舎（普通教室6、資料室、相談室）増築落成。
- 1973年（昭和48年）2月27日 - 仮設校舎（普通教室5）増築落成。
- 1974年（昭和49年）2月16日 - 鉄筋コンクリート4階建校舎（普通教室10）増築落成。
- 1976年（昭和51年）4月1日 - 宮前平中学校分離新設。
- 1977年（昭和52年）5月1日 - 創立30周年記念式典挙行。
- 1978年（昭和53年）4月1日 - 有馬中学校分離新設。
- 1980年（昭和55年）4月1日 - 野川中学校分離新設。
- 1981年（昭和56年）3月31日 - 更衣室新設、西側擁壁・通用門完成。
- 1988年（昭和63年）4月1日 - 体育館（現）落成。
- 1989年（平成元年）3月 - 金工・木工・格技室（現）落成。
- 1993年（平成5年）3月31日 - 正門完成。
- 1997年（平成9年）11月8日 - 創立50周年記念式典挙行。
- 1999年（平成11年）5月 - 新校舎（現）建築工事開始。
- 2001年（平成13年）2月 - 新校舎（現）完成。
- 2006年（平成18年）10月20日 - 創立60周年文化祭（栗櫓祭（りつろさい）に改称）開催。
- 2016年（平成28年）10月21日 - 創立70周年記念式典挙行。
- 2019年（平成31年）4月1日 - 4階新教室完成。
- 2020年（令和2年）4月1日 - 3階新教室完成。

## 教育目標
- 理想を高め、自主自律ある人間の育成
- 勤労を尊び、実践力のある人間の育成
- 豊かな情操を身につけた人間の育成
- 互いの人権を尊重し合える民主的人間の育成
- 国際的な視野に立ち、互いの文化を尊重できる人間の育成

## 通学区域
出典
- 宮前区
  - 梶ヶ谷（1番～5番）
  - 有馬2丁目（全域）
  - 有馬3丁目（1番～21番、23番、24番、29番）
  - 東有馬1丁目（全域）
  - 東有馬2丁目（1番～13番、14番1号、14番23号～14番31号、14番37号～14番終り、15番1号、15番27号～29番、31番～35番）
  - 馬絹1丁目（全域）
  - 馬絹2丁目（全域）
  - 馬絹3丁目（全域）
  - 馬絹4丁目（全域）
  - 馬絹5丁目（全域）
  - 馬絹6丁目（全域）
  - 宮崎（67番～180番、251番～299番）
- 高津区
  - 梶ヶ谷1丁目（全域）
  - 梶ヶ谷2丁目（全域）
  - 梶ヶ谷3丁目（全域）
  - 梶ヶ谷4丁目（全域）
  - 梶ヶ谷5丁目（全域）
  - 梶ヶ谷6丁目（全域）
  - 下作延2丁目（31番38号、32番～37番）
  - 下作延3丁目（全域）
  - 末長1丁目（6番～10番、40番～53番）

## 進学前小学校
- 川崎市立梶ヶ谷小学校
- 川崎市立西梶ヶ谷小学校
- 川崎市立上作延小学校（下作延3丁目のみ[3]）
- 川崎市立宮崎小学校

## アクセス
- 東急バス「宮06」系統で、「大塚」バス停下車後、徒歩約110m・約2分。
- 東急電鉄田園都市線
  - 宮崎台駅から、徒歩約980m・約15分。
  - 梶が谷駅（高津区）から、徒歩約1.2km・約18分。

## 学校周辺
- 東急電鉄田園都市線 - グラウンドの下にトンネルが通る。
- 国家公務員共済組合連合会虎の門病院分院
- 川崎市青少年の家
- 国道246号
- なお、学校前を通る川崎市道（東急バス「宮06」が通る）は、宮前・高津の区境線となっている。

## 著名な出身者
- 生田竜聖（フジテレビアナウンサー）
- 生田斗真（タレント）
- 井倉光一（タレント）
- 岸本加世子（女優）
- 永井杏（元女優）
- ハナエモンスター（豆柴の大群）
- 幕田賢治（元プロ野球選手）
- 閔東旭（俳優）
- 八巻建志（極真空手世界チャンピオン）